# Dhitung
Dhitung (nepalski: धितुङ) – gaun wikas samiti we wschodniej części Nepalu w strefie Sagarmatha w dystrykcie Khotang. Według nepalskiego spisu powszechnego z 2001 roku liczył on 536 gospodarstw domowych i 3009 mieszkańców (1542 kobiet i 1467 mężczyzn).